# Ostrovu Lung - Gostinu
Ostrovu Lung - Gostinu este o zonă protejată (arie de protecție specială avifaunistică - SPA) situată în partea sud-vestică a Muntenei, pe teritoriul administrativ al județului Giurgiu.

## Localizare
Aria naturală se află în extremitatea central-sudică a județului Giurgiu, pe teritoriile comunelor Gostinu, Oinacu și Prundu, în imediata apropiere a drumului județean DJ507, care leagă municipiul Giurgiu de satul Gostinu.

## Descriere
Ostrovu Lung - Gostinu a fost declarată Arie de Protecție Specială Avifaunistică prin Hotărârea  de Guvern nr. 1284 din 24 octombrie 2007 (privind declararea ariilor de protecție specială avifaunistică ca parte integrantă a rețelei ecologice europene Natura 2000 în România) și se întinde pe o suprafață de 2.544 hectare.
Aria protejată (încadrată în bioregiune geografică continentală) reprezintă o zonă naturală în lunca Dunării (râuri, lacuri, plaje de nisip, terenuri arabile, pășuni, păduri de foioase); ce asigură condiții de hrană, cuibărit și viețuire pentru mai multe specii de păsări migratoare, de pasaj sau sedentare (dintre care unele foarte rare și protejate prin lege).

## Avifaună
La baza desemnării sitului se află mai multe specii avifaunistice (de migrație și pasaj) enumerate în anexa I-a a Directivei Consiliului European 147/CE din 30 noiembrie 2009 (privind conservarea păsărilor sălbatice).

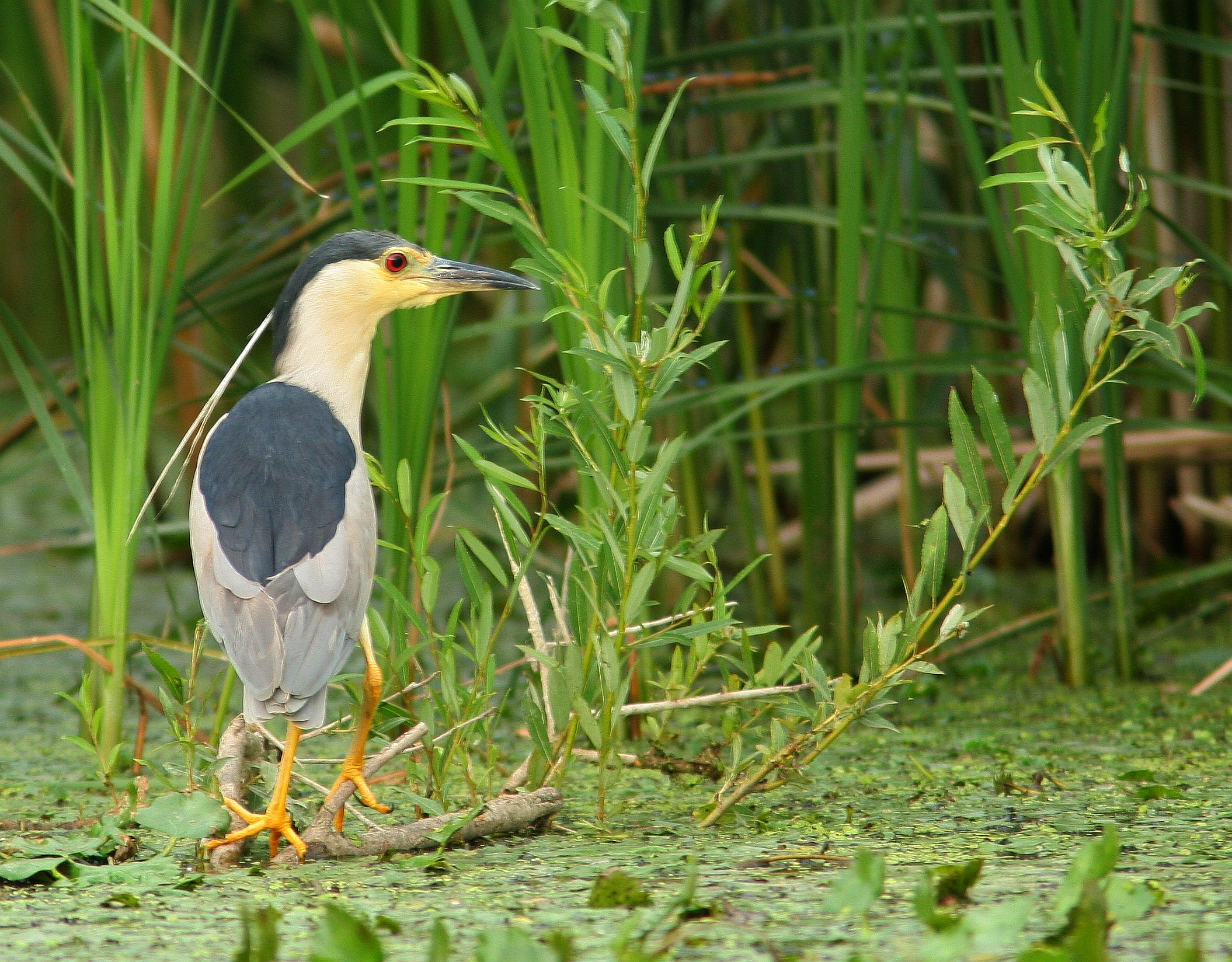
Stârc de noapte (Nycticorax nycticorax) în Deltă

Specii de păsări protejate semnalate în arealul sitului: fluierar de munte (Actitis hypoleucos), ciocârlie-de-câmp (Alauda arvensis), rață cârâitoare (Anas querquedula), rață mare (Anas platyrhynchos), uliu cu picioare scurte (Accipiter brevipes), pescăruș albastru (Alcedo atthis), gârliță mare (Anser albifrons), gâscă cenușie (Anser anser), fâsă-de-câmp (Anthus campestris), acvilă-țipătoare-mică (Aquila pomarina), stârc cenușiu (Ardea cinerea), stârc roșu (Ardea purpurea), stârc galben (Ardeola ralloides), ciuf-de-pădure (Asio otus), rață roșie (Aythya nyroca), rață-cu-cap-castaniu (Aythya ferina), gâsca cu piept roșu (Branta ruficollis), buhai de baltă (Botaurus stellaris), pasărea ogorului (Burhinus oedicnemus), șorecar mare (Buteo rufinus), caprimulgul comun (Caprimulgus europaeus), cânepar (Carduelis cannabina), sticlete (Carduelis carduelis), florinte (Carduelis chloris), scatiu (Carduelis spinus), prundașul gulerat mic (Charadrius dubius), chirighiță-cu-obraz-alb (Chlidonias hybridus), chirighiță-cu-aripi-albe (Chlidonias leucopterus), 
barză neagră (Ciconia nigra), barză albă (Ciconia ciconia), șerpar (Circaetus gallicus), erete de stuf (Circus aeruginosus), erete vânăt (Circus cyaneus), erete alb (Circus macrourus), botgros (Coccothraustes coccothraustes), porumbel de scorbură (Columba oenas), porumbel gulerat (Columba palumbus), dumbrăveancă (Coracias garrulus), stăncuță (Corvus monedula), cuc (Cuculus canorus), lebădă de vară (Cygnus olor), lebădă de iarnă (Cygnus cygnus), ciocănitoare de stejar (Dendrocopos medius), ciocănitoare neagră (Dryocopus martius), egretă mică (Egretta garzetta), presură de stuf (Emberiza schoeniclus),  șoimul rândunelelor (Falco subbuteo), vânturel de seară (Falco vespertinus), muscar-gulerat (Ficedula albicollis), muscar (Ficedula parva), cinteză (Fringilla coelebs), ciocârlan (Galerida cristata), piciorong (Himantopus himantopus), codalb (Haliaeetus albicilla), pescăruș argintiu (Larus cachinnans), pescăruș râzător (Larus ridibundus), pescăruș cu cap negru (Larus melanocephalus), codobatura albă (Motacilla alba), codobatura galbenă (Motacilla flava), stârc de noapte (Nycticorax nycticorax), vultur pescar (Pandion haliaetus), pelican creț (Pelecanus crispus), pelicanul comun (Pelecanus onocrotalus), cormoran-mare (Phalacrocorax carbo sinensis), cormoran mic (Phalacrocorax pygmeus), lopătar (Platalea leucorodia), țigănuș (Plegadis falcinellus), corcodel-mare (Podiceps cristatus), ciocîntors (Recurvirostra avosetta), lăstun de mal (Riparia riparia), chiră de baltă (Sterna hirundo), chiră mică (Sterna albifrons), corcodel mic (Tachybaptus ruficollis), fluierarul cu picioare roșii (Tringa totanus), fluierar cu picioare verzi (Tringa nebularia), fluierar de mlaștină (Tringa glareola), fluierar de lac (Tringa stagnatilis) sau mugurar (Pyrrhula pyrrhula).

## Căi de acces
- Drumul județean DJ507 pe ruta: Giurgiu - Oinacu -  Braniștea - Gostinu.

## Monumente și atracții turistice
În vecinătatea sitului se află câteva obiective de interes istoric, cultural și turistic; astfel:
- Așezarea medievală ("Modăești") de la Prundu  (Epoca medievală, sec. VIII – IX, p. Chr.).
- Situl arheologic ("Măgura Mare") de la Braniștea (sec. IV p. Chr., Epoca romană, Hallstatt, Epoca bronzului, Cultura Tei, faza III, Neolitic, Cultura Boian; cultura Gumelnița).
- Situl arheologic ("Grindul Bunei") de la Gostinu (Latène, Hallstatt).
- Situl arheologic de la Prundu (Epoca medievală timpurie, Latène, sec. IV, Epoca daco-romană).